# Stroomafnemer

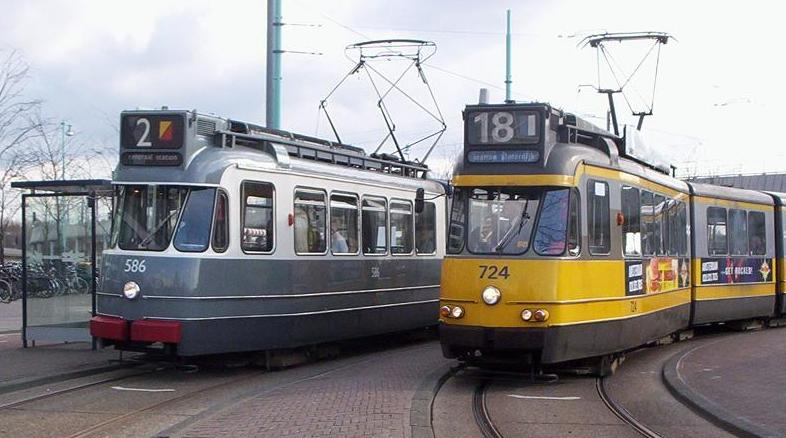
Amsterdamse gelede trams, links een vierbenige pantograaf met verend sleepstuk, rechts een tweebenige met vast dubbel sleepstuk

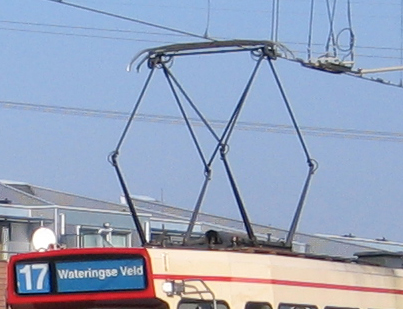
Vierbenige pantograaf met dubbel sleepstuk van een tram van HTM, type GTL8

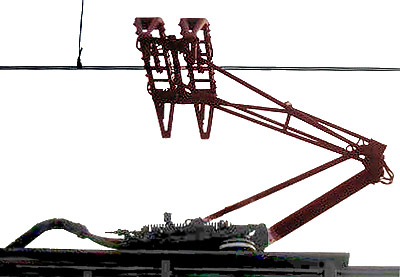
Eenbenige pantograaf met twee "schuitjes" van een Plan T, een vierrijtuigtreinstel Mat '64

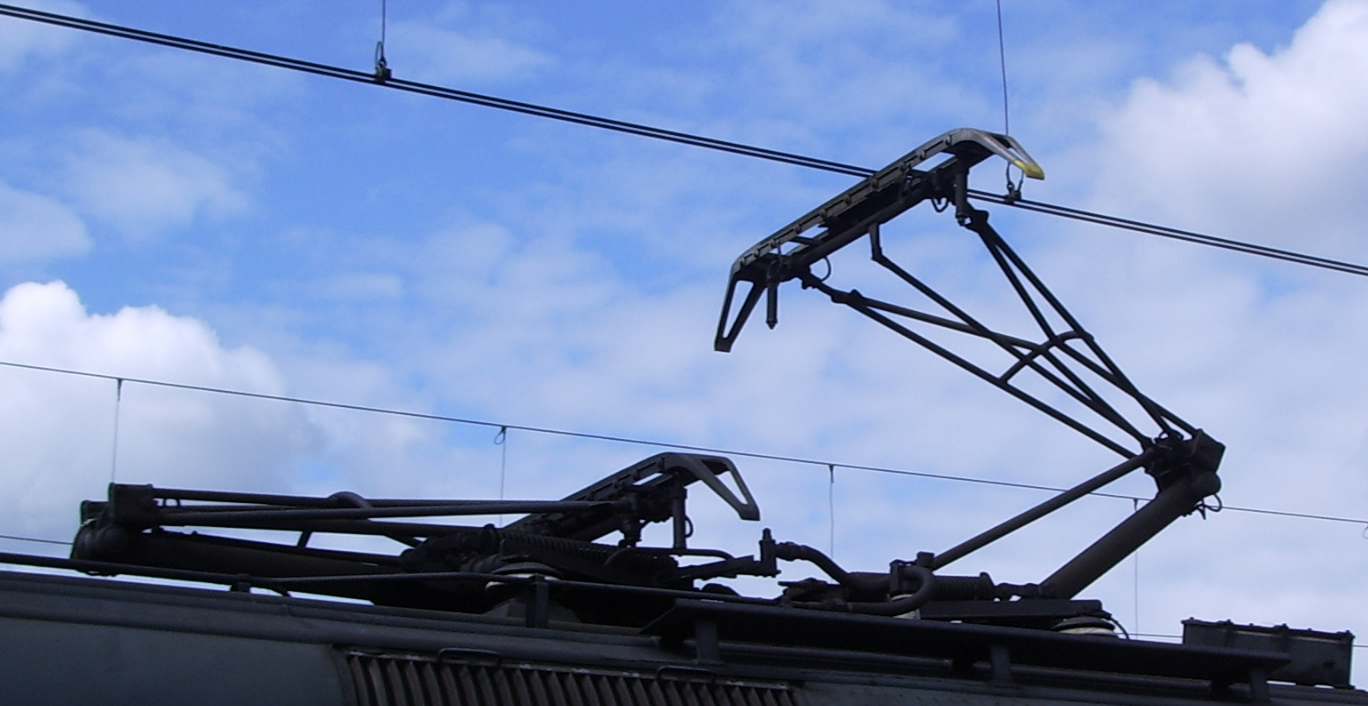
Eenbenige pantografen van Plan V, een tweerijtuigtreinstel Mat '64

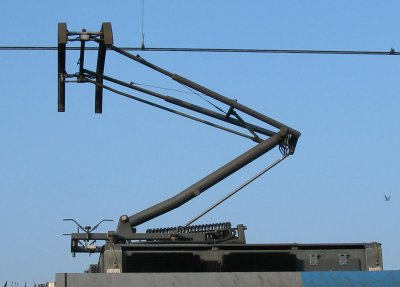
Pantograaf van een lightrail-tram, type Flexity Swift A32

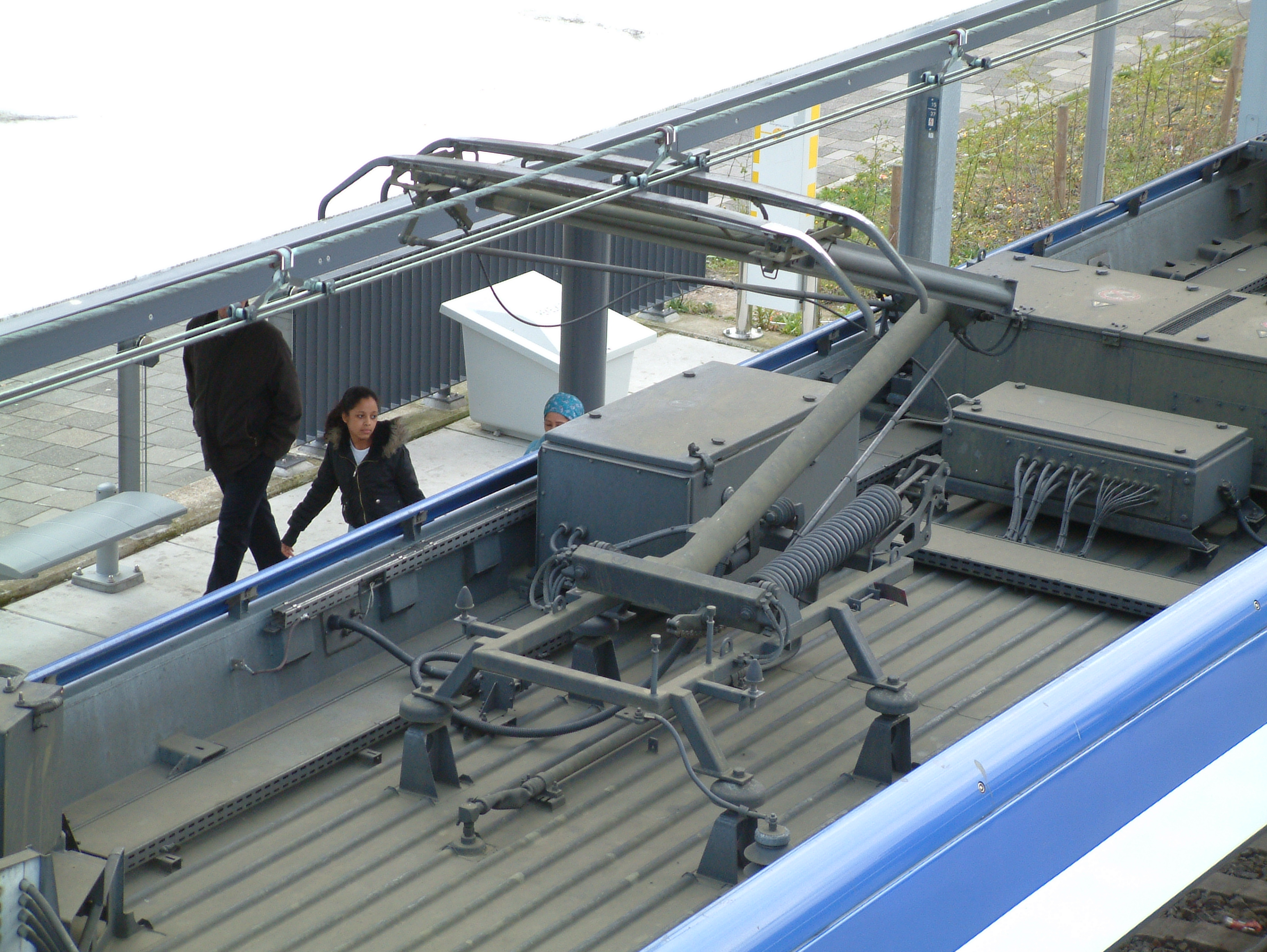
Pantograaf van een tram van RandstadRail, type RegioCitadis

Een stroomafnemer of pantograaf is een beweegbaar deel van een elektrische installatie, waarmee de stroom van een vaste bron wordt afgenomen. De stroomafnemer heeft in veel gevallen de vorm van een schaats, die over een rail glijdt. Bij elektrische treinen en trams wordt met de stroomafnemer stroom opgenomen van een bovenleiding of derde rail.

## Pantograaf
De meest gebruikte stroomafnemer is de pantograaf of schaarbeugel, meestal gewoon aangeduid als stroomafnemer, ander spoorjargon: beugel, stra en panto, is het onderdeel van een trein of tram waarmee de rijstroom van de bovenleiding wordt afgetapt. Voor de tram betekende de pantograaf vaak de opvolger van de sleepbeugel of de trolleystang. Bij de elektrische trein werd de pantograaf direct toegepast.
Een pantograaf is genoemd naar de pantograaf, die door wiskundigen en kunstenaars werd gebruikt. Er is enige uiterlijke gelijkenis en ook de scharnierende constructies vertonen verwantschap.
Een klassieke pantograaf is ruitvormig, met twee benen (vierpoot), die onder het rijden altijd evenwijdig blijven, waardoor de stroomdraad onder een constante hoek wordt geraakt. De meeste moderne stroomafnemers zijn nog met slechts een been (tweepoot) uitgerust. Deze eenbenige pantograaf werd in 1955 uitgevonden door Louis Faiveley (bedrijf Faiveley Transport) en gepatenteerd. Deze vorm is compacter en reageert sneller, waardoor het contact met de bovenleiding vooral bij hogere snelheden groter is. Onder andere Italiaanse treinen, de oudste serie Haagse GTL-trams en de oudste Duisburgse trams hebben nog steeds tweebeenpantografen. De Haagse GTL-trams bezaten tot 2012 twee stroomafnemers (een voorop en een achterop) die afwisselend werden gebruikt om de slijtage gelijkmatig te houden. Bij een gesneuvelde pantograaf kon men dan verder rijden met de andere pantograaf.
Het onderdeel dat contact maakt met de rijdraad, wordt schuitje of sleepstuk genoemd. De stroomafnemer heeft een ingewikkeld mechaniek waarmee het schuitje met een bepaalde kracht tegen de rijdraden van de bovenleiding wordt gedrukt. Verschillen in de exacte afstand in hoogte tussen de trein en de bovenleiding worden zo opgevangen. Sommige treinen hebben een stroomafnemer met twee schuitjes. Voorbeelden daarvan zijn de meeste elektrische locomotieven, mDDM en Plan T (zie foto). De uitvoering van het schuitje is afhankelijk van de maximale stroomsterkte. Daarom zijn schuitjes van Nederlandse treinen, waar een lage spanning en een hoge stroomsterkte worden gebruikt, heel wat zwaarder uitgevoerd dan die van Duitse treinen, waar een hogere spanning en een lagere stroomsterkte wordt gebruikt.
De druk van de stroomafnemer tegen de rijdraad mag niet te groot worden. Om beschadiging aan de bovenleiding te voorkomen ligt de opwaartse druk rond de 20 kgf.
Treinen en locomotieven zijn vaak met twee tegengestelde stroomafnemers uitgerust, waarvan er telkens één wordt gebruikt, afhankelijk van de rijrichting. Sommige locomotieven, bijvoorbeeld de NS 1600, mogen namelijk niet meer dan 100 km/h rijden met de voorste stroomafnemer tegen de draad omdat de rijwind de pantograaf anders te veel omhoog stuwt. Met alleen de achterste stroomafnemer omhoog mag met volle snelheid gereden worden. Bij het optrekken, dus als er extra veel stroom nodig is, worden beide pantografen gebruikt.
Bij de Nationale Maatschappij der Belgische Spoorwegen NMBS is sedert 16 november 2008 het gebruik van de voorste stroomafnemer verplicht, om te voorkomen dat koper- en koolstofsplinters krassen maken op het dak van het eerste rijtuig. 
Bij de meeste hogesnelheidstreinen kan tijdens het rijden op hoge snelheid maar één pantograaf gebruikt worden omdat anders de achterste pantograaf last ondervindt van de zeer hevige trillingen in de bovenleiding, veroorzaakt door de voorste pantograaf. Bij de TGV is dit probleem opgelost door alleen de pantograaf van het achteroprijdende motorrijtuig te gebruiken en het vooroprijdende motorrijtuig te voeden via een hoogspanningskabel over het dak van de trein. Bij de Britse APT-P heeft men beide motorrijtuigen in het midden van de trein geplaatst en op een van beide motorrijtuigen een gezamenlijke pantograaf geplaatst. Het gebruik van een hoogspanningskabel zoals bij de TGV was in elk geval in het Verenigd Koninkrijk om veiligheidsredenen in 2004 niet toegestaan; sindsdien is echter de High Speed 1 in gebruik gesteld met 25 kV 50 Hz spanning tussen de kanaaltunnel en station London St Pancras International.
De stroom die door een pantograaf kan worden opgenomen is beperkt. Bij lage bovenleidingspanningen (onder andere 1500 V en 3000 V) is het daarom soms noodzakelijk twee pantografen te gebruiken. Dat is het geval bij hoge vermogens, dus bij TGV en bij snelheidsverhoging. Zo rijdt de TGV op 1500 V en 3000 V met beide pantografen omhoog (één per motorrijtuig). De snelheid is daarbij beperkt tot 200 à 220 km/h. Op hoge spanning (15 kV, 25 kV) volstaat één pantograaf om het vermogen over te brengen en laat men de voorste pantograaf zakken.
Het sleepstuk bij trams was aanvankelijk een zwiksleepstuk dat gemakkelijk kon bewegen. Later kwamen er dubbele sleepstukken die niet konden bewegen. De pantograaf van een tram kan gemakkelijk loskomen. Dit is een veiligheidsmaatregel om te vermijden dat bij een probleem de tram de hele bovenleiding aan flarden trekt en de draden op de grond terechtkomen. Pantografen konden vroeger door de bestuurder met het beugeltouw naar beneden worden getrokken. Later kwam er een hydraulisch systeem.

### Slijtage
De bovenleiding is in een horizontale zigzaglijn aangelegd. Hiermee wordt bereikt dat de pantograaf gelijkmatig afslijt tijdens het rijden. Zou de bovenleiding recht hangen, dan zou deze snel een diepe groef in het sleepstuk slijpen.

### Geluid
Bij hogesnelheidstreinen, die een aerodynamische vorm hebben om de luchtweerstand zo laag mogelijk te maken, vormt de stroomafnemer bij hoge snelheden naast het rolgeluid een belangrijke geluidsbron.

## Sleepbeugel

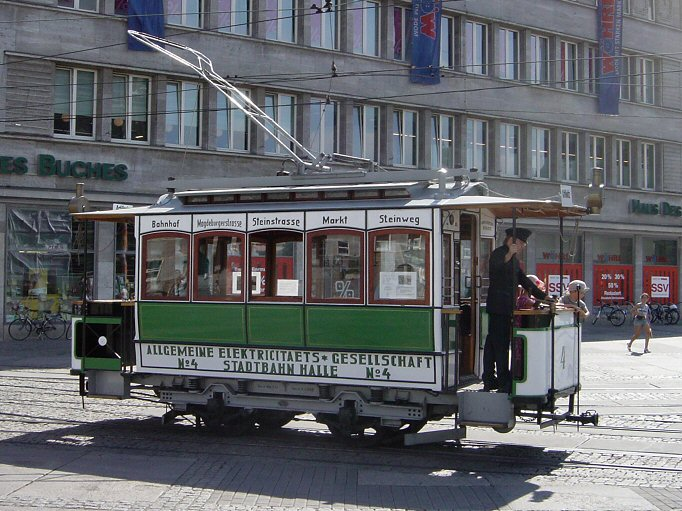
Vroeg voorbeeld van een tram met sleepbeugel (museumtram van Halle an der Saale)

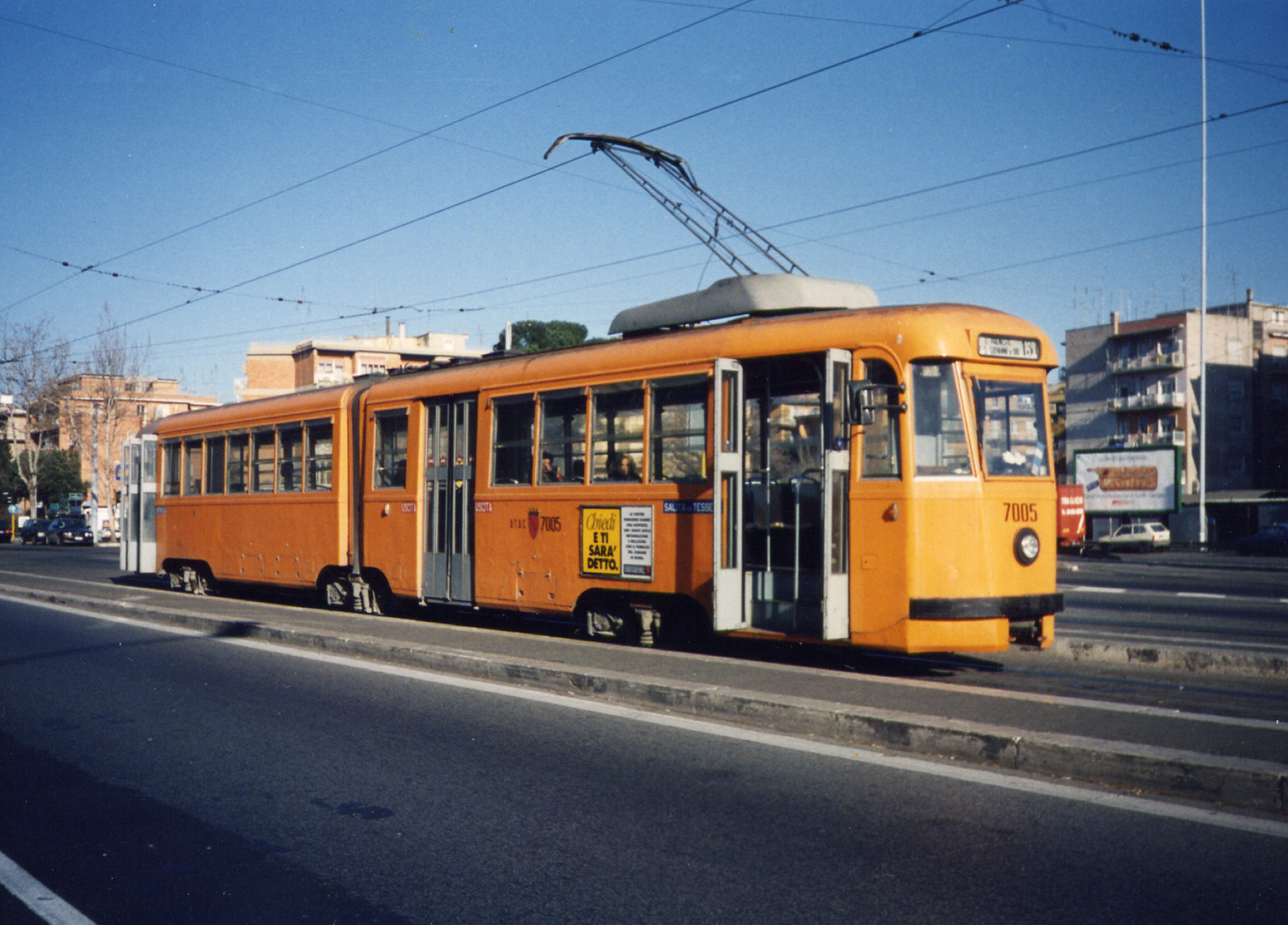
Modernere sleepbeugel bij de tram van Rome

De sleepbeugel of lyrabeugel werd veel gebruikt bij trams. Hij heeft een eenvoudige constructie met als enig bewegende deel een scharnier waarmee de beugel omhoog gezet wordt tegen de rijdraad. Een belangrijk nadeel ten opzichte van de pantograaf is de moeilijkheid om achteruit te rijden. Om terug te kunnen rijden moest de trambestuurder of -conducteur aan het eindpunt de sleepbeugel 180 graden draaien. Deze beweging, met behulp van een koord, vereist een speciale vaardigheid en kracht. Een oplossing hiervoor was de door sommige trambedrijven toegepaste klapbeugel. Hierbij werd de rijdraad aan het keerpunt van de lijn zo hoog mogelijk aangebracht, zodat de beugel van de tram vrijwel verticaal kwam te staan. Bij het wegrijden in de tegengestelde richting klapte de beugel dan de andere kant op, zonder dat er mensenhanden aan te pas behoefden te komen.
Nog tot 1983 reden er in Amsterdam trams met een sleepbeugel. In Rome hebben een aantal trams nog een moderne variant van de sleepbeugel.

## Trolleystang

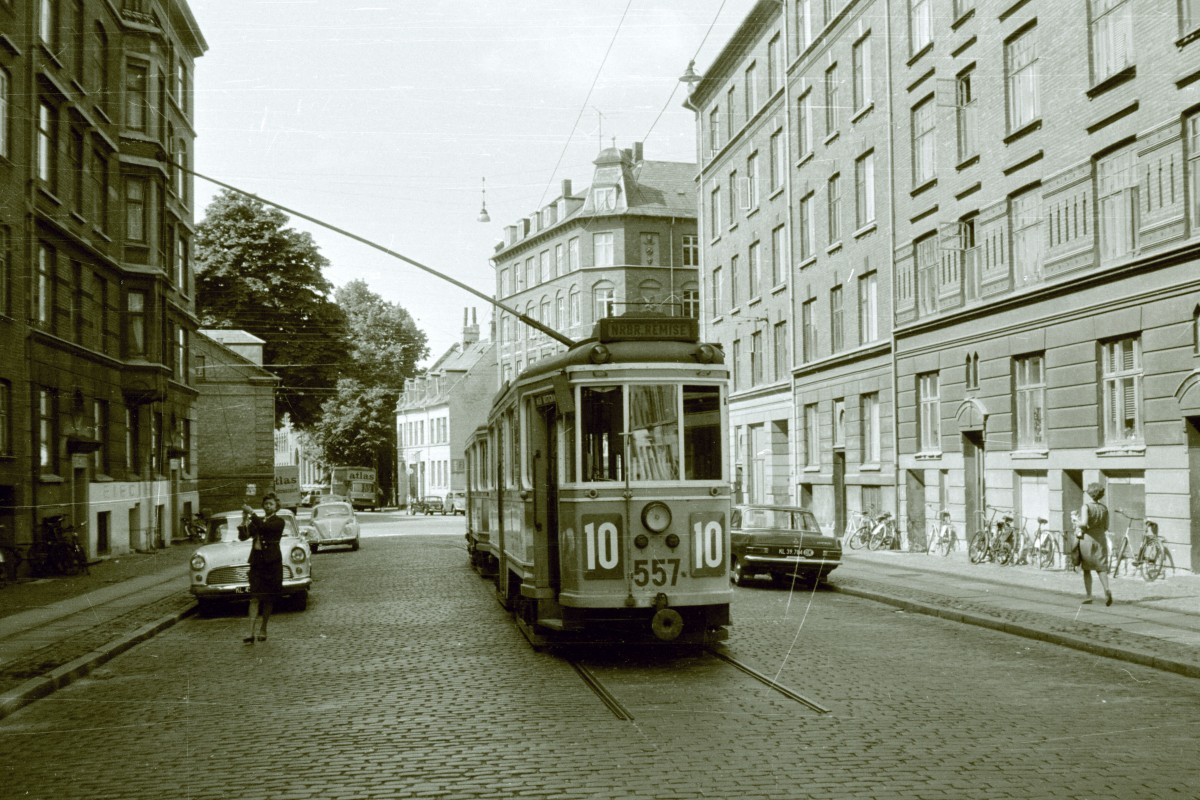
Keren van de trolleystang bij de tram van Kopenhagen

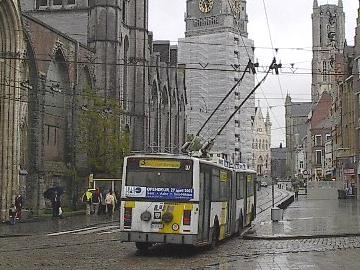
Gentse trolleybus, zichtbaar zijn de beide stroomafnemers

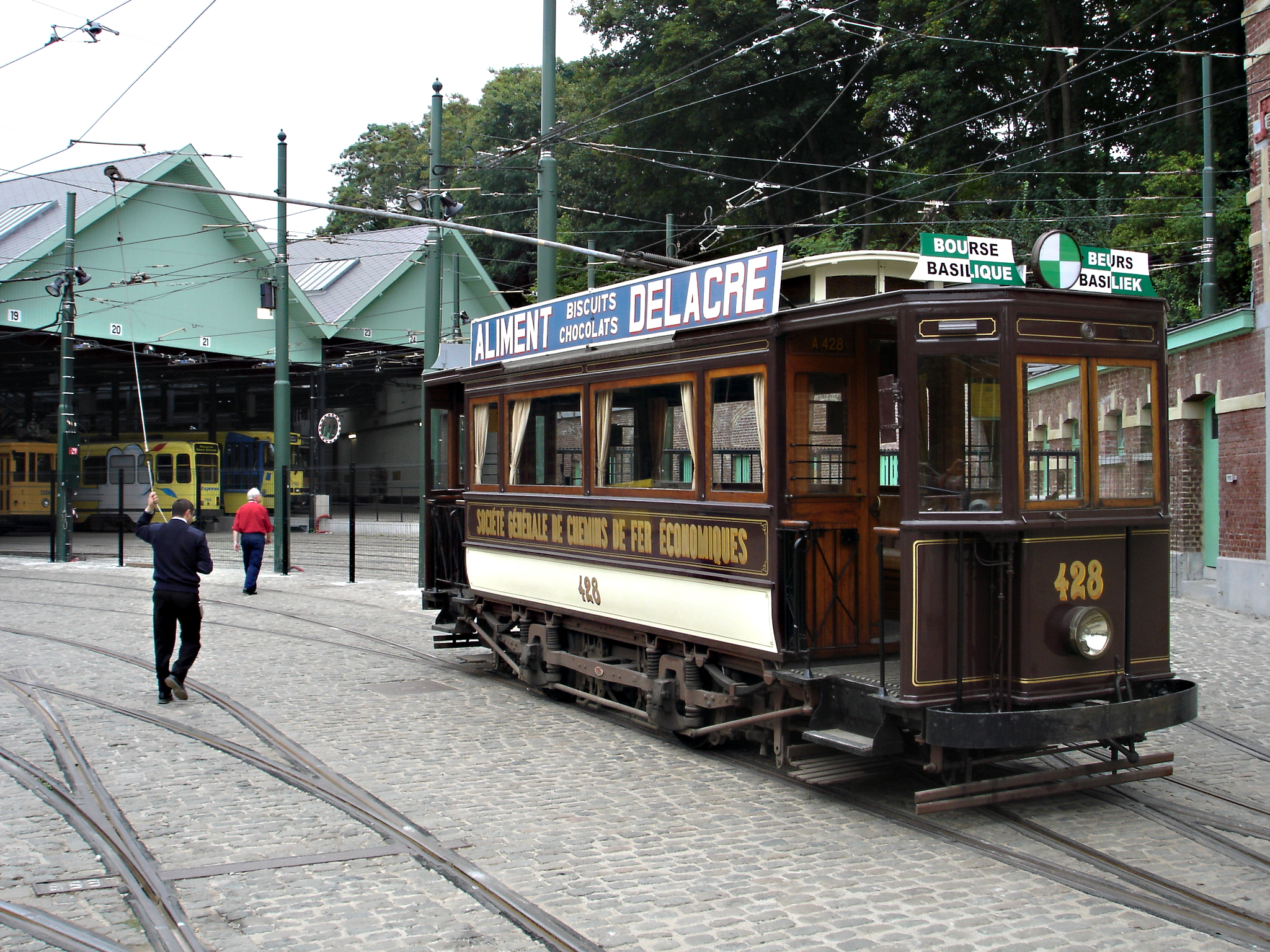
Beugelen van de trolleystang bij een museumtram van het Museum voor het Stedelijk Vervoer te Brussel

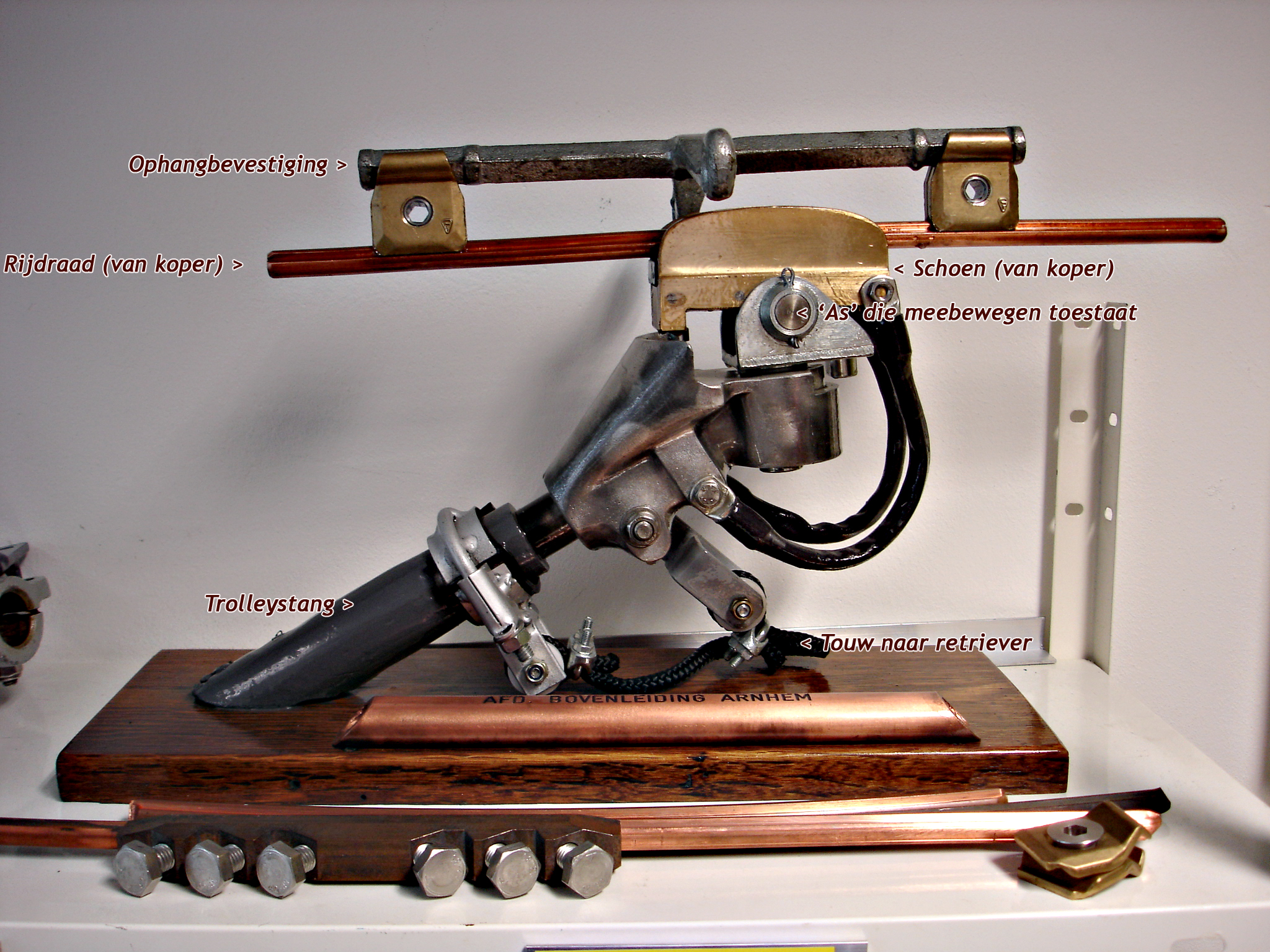
Model van een trolleystang met -schoen: Trolleybusmuseum Arnhem

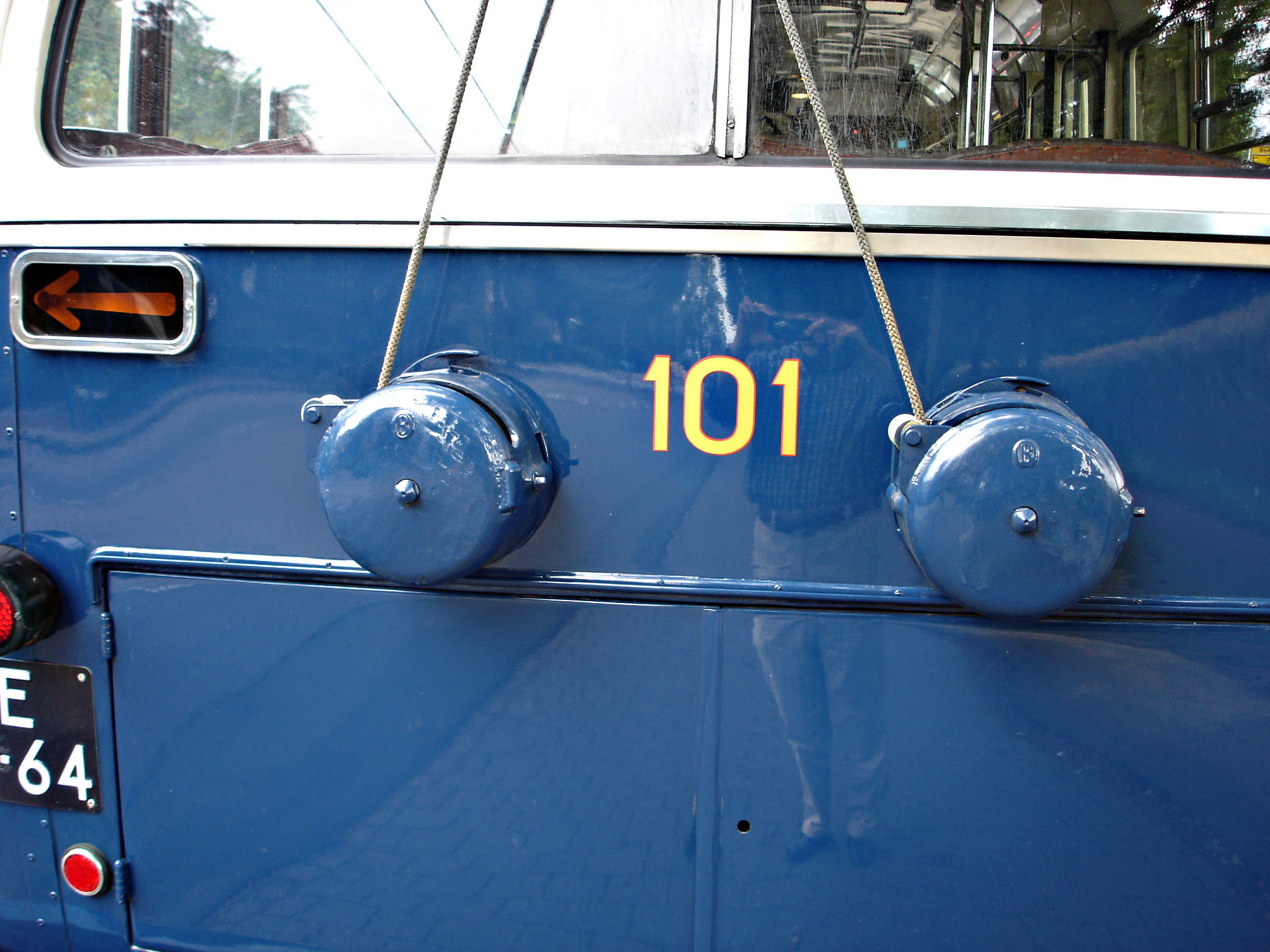
Retrievers achter op een trolleybus trekken de trolleystangen snel automatisch naar beneden als deze van de draad af schieten om schade aan de bovenleiding te voorkomen.

De trolleystang wordt voornamelijk nog bij trolleybussen gebruikt. Eerder kwam de stang frequent voor bij trams, en in het Amerikaans-Engels is trolley daardoor een synoniem voor tram.
De stang is cilindrisch en is van hout of metaal. Deze manier om elektriciteit over te brengen op de motoren van een voertuig is een uitvinding van Frank J. Sprague uit de jaren 1880. De stang wordt met veren tegen de bovenleiding gedrukt. Een touw aan de stang, dat weer aan de tram wordt bevestigd, stelt personeel in staat de trolleystang van de draad te trekken. Bij dit systeem wordt een stang tegen de draad gezet met aan het uiteinde een wieltje (de trolley = wagentje) of sleepschoentje, dat om de draad heen valt. Trolleybussen hebben twee trolleystangen, voor positief en negatief. Bij trams is een enkele trolleystang voldoende, doordat de rails de stroomkring compleet maken. Toch pasten ook de tramlijn Utrecht - Zeist en het trambedrijf van Cincinnati dubbelpolige bovenleiding en dus twee trolleystangen toe om storing door zwerfstromen te voorkomen.
Ook het trolleysysteem is rijrichtinggevoelig. Tweerichtingtrams hebben daarom vaak twee trolleystangen (voor elke rijrichting een). De trambestuurder zal, om de andere kant uit te kunnen rijden, naar buiten moeten om de ene stang neer te halen en de andere op te laten. In het verleden hadden de trams meestal maar één trolleystang, die bij de eindpunten op dezelfde wijze moest worden gedraaid als de sleepbeugel, het zogenoemde 'beugelen'.

#### Toepassing
Het wieltje werd vooral in de Verenigde Staten massaal toegepast bij stedelijk én tussenstedelijk (Interurban) openbaar vervoer. Hoewel goed toepasbaar, was de trolleystang met wieltje ook problematisch in gebruik. Als – door het schudden van de tram – de trolleystang meebewoog en de stang enigszins losraakte van de bovenleiding sloegen de vonken er vanaf. Bij een niet strak opgehangen bovenleiding, of op plekken met ingewikkelde kruisingen van draden, ontspoorde het wieltje weleens, zodat de tram plotseling niet verder kon.
Een ander probleem was dat het wieltje hoge slijtage aan de leiding toebracht. Een schoen, die leek op een 8-vormig figuur, met een groef die aan het einde van de trolleystang was bevestigd, bleek een sterke verbetering. Bedrijven stapten hierop in de jaren twintig massaal over, op een enkele uitzondering na (Philadelphia pas in 1978). De schoen maakte veel beter contact met de bovenleiding, waardoor het vonken afnam en ook de slijtage van de leiding. Een belangrijk nadeel van de trolleystang is het feit dat er wissels in de bovenleiding nodig zijn (zie trolleywissel). Ook daardoor komen ontsporingen van de trolley regelmatig voor. De rijdraad moet dan ook veel zorgvuldiger worden opgehangen dan bij exploitatie met pantografen of sleepbeugels. Daartegenover veroorzaakt het trolleysysteem nauwelijks slijtage aan de bovenleiding, vergeleken met het schuren van het "schuitje" langs de rijdraad bij een pantograaf.
Een houten trolleystang was aan de binnenkant voorzien van een kabel om de stroom te transporteren. Bij een metalen stang was dit ook mogelijk, maar een systeem waarbij de stang zelf de stroom transporteert komt ook voor. De stang moet dan wel geïsoleerd worden van de carrosserie van het voertuig. 
Indien trams aan beide kanten een besturingsinrichting hadden – de standaard in de begintijd van tramexploitatie – moest de trolleystang door de bestuurder gedraaid worden indien geen keerlus beschikbaar was. Daarvoor dient het touw, dat in de begintijd handmatig werd opgerold op een haak achter op de tram. Later kregen de trams en trolleybussen ‘retrievers’ die de touwen strak hielden en automatisch oprolden als de trolleystang van de draad schoot. Dit voorkwam dat een ontspoorde stang ging zwabberen en schade toebracht aan de bovenleiding. Een tram met trolleystang moet altijd worden gesleept maar duwen is mogelijk en wordt zo nu en dan op remiseterreinen (voorzichtig, vaak om te rangeren) toegepast. In de Verenigde Staten kwamen vele trambedrijven voor met twee trolleystangen per tram, elk voor één richting. De bestuurder behoefde dan bij het eindpunt niet te draaien, maar wel van trolleystang te wisselen. In plaats van een touw als toepassing werd  bij elk eindpunt een lange stok geplaatst die meestal van bamboe was. Deze was sterk, licht en flexibel en veilig (transporteerde geen stroom.)

#### Gebruik voor trams
- In de Verenigde Staten was de trolleystang de meest toegepaste manier om stroom van een bovenleiding naar een tram te transporteren. Bij nieuwe bedrijven wordt alleen nog de pantograaf toegepast. Nieuw gebouwde museumtrambedrijven (‘Heritage Trolleys') gebruiken echter de trolleystang. Vanzelfsprekend blijven trolleybussen trolleystangen gebruiken. Sommige bedrijven blijven echter gebruikmaken van trolleystangen, zoals SEPTA in de staat Pennsylvania, ook op de vanaf 2027 te leveren trams.[bron?]
- In Canada, waar de trolleystang standaard was, rijdt de tram in Toronto er in afnemende mate nog steeds mee. De nieuwe  lagevloertrams hebben zowel een trolleystang als een pantograaf en langzamerhand verdwijnt de trolleystang. De nieuwe bedrijven in Edmonton en Calgary rijden met pantograaf.
- In Zuid-Amerika was de trolleystang de meest gebruikte manier van stroomafname.
- In Australië en Nieuw-Zeeland gebruikte men naar Brits voorbeeld de trolleystang. Ook hier hebben nieuwe bedrijven (Sydney) de pantograaf in gebruik, terwijl Melbourne aanvankelijk doorging met de trolleystang. Thans gebruikt zowel Melbourne als Adelaide de pantograaf.
- In Japan is de pantograaf de standaard.
- In Europa is de pantograaf de meest gebruikte toepassing. Voorheen werden  sleepbeugels gebruikt. Enkele steden zijn met de trolleystang begonnen en overgestapt op de pantograaf (Brussel, Berlijn, München). Dit gebeurde bijvoorbeeld als er modern materiaal werd gekocht. In Kopenhagen en Hamburg reed men tot de opheffing van het trambedrijf met de trolleystang, ook bij het laatst geleverde materiaal.
- In Nederland kwam trolleybovenleiding alleen voor bij de Gemeentetram Utrecht en de tramlijn Utrecht - Zeist. In de beginjaren 1900-02 gebruikte Amsterdam de trolleystang op de eerste elektrische lijn, maar deze stad ging vanaf de tweede elektrische lijn in 1901 al over op de sleepbeugel.
- In België was de trolleystang in gebruik bij vele tramnetten. De Brusselse trams hebben nog tot in de jaren zeventig met trolleystangen gereden. Jarenlang hadden zij zowel een trolleystang (voor de bovengrondse trajecten) als een pantograaf (voor in de premetrotunnels).
- In Lissabon wordt de trolleystang nog gebruikt op twee tramlijnen maar hebben alle trams zowel een trolleystang als een pantograaf. De klassieke tram van Porto heeft nog een trolleystang evenals in Napels en het oude Tatra materieel in Riga.

Zie ook: Trolleybovenleiding

## Sleepschoen voor de derde rail

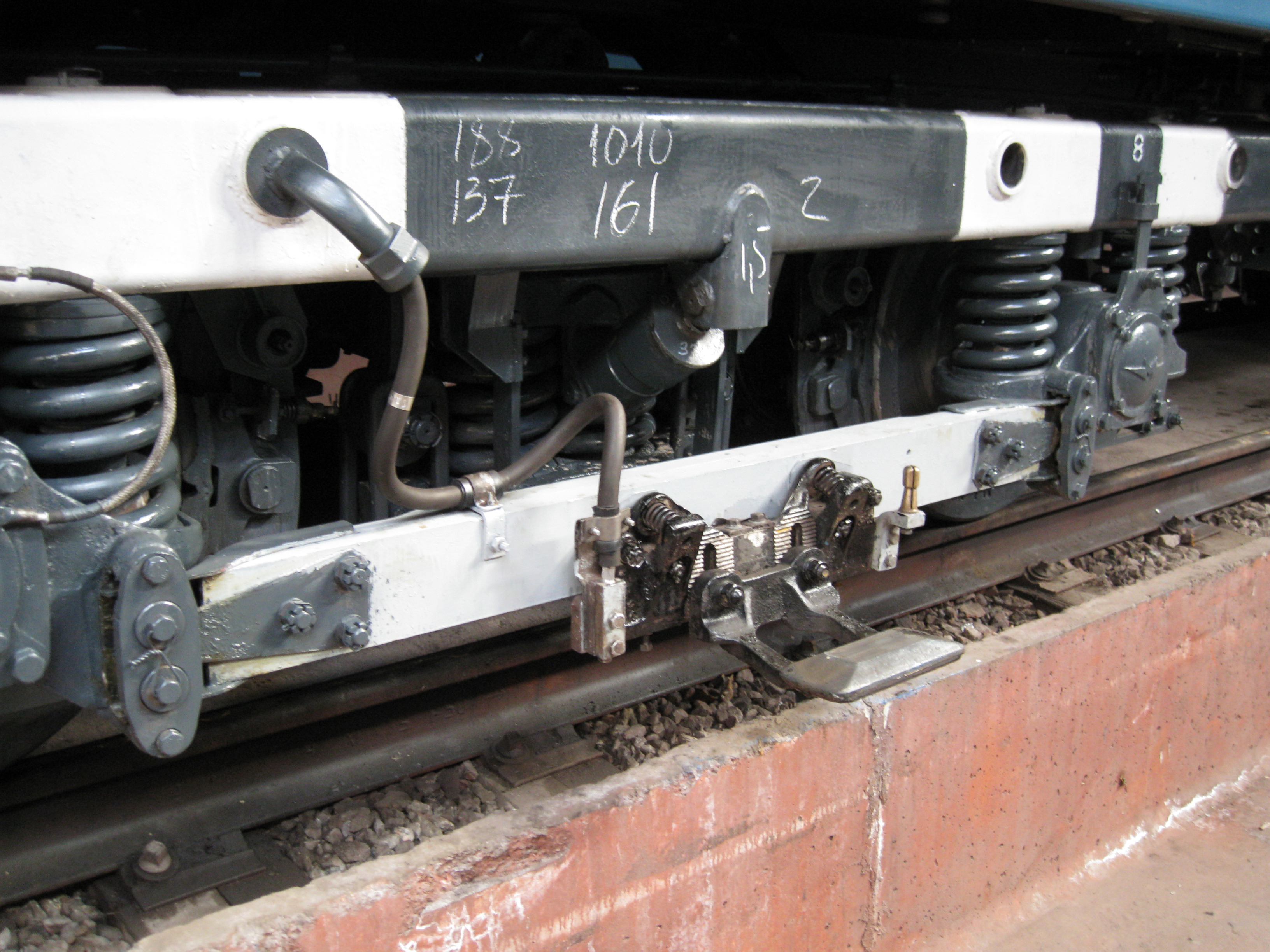
Sleepschoen

Veel metrospoornetten en sommige voorstadspoornetten (en in Zuidoost-Engeland zelfs hoofdspoornetten) hebben voeding via een derde rail. Hiervoor beschikken de treinen over een of meerdere sleepschoenen die stroom afnemen van de derde rail.
Bij de eerste elektrificaties was de stroomafname aan de bovenkant van de rail. Dit was niet zo handig met ijzelvorming in de winterperiode en met betrekking tot de veiligheid. De rails liggen dan immers open en bloot en er kan gemakkelijk ongewenst elektrisch contact komen voor mens en dier. Bij latere elektrificaties is de stroomafname aan de onderkant of zijkant van de stroomrail. De stroomrail kan hierdoor gedeeltelijk afgeschermd worden.
Bij overwegen en wissels hebben de stroomrails een onderbreking. Daarom moeten er altijd meerdere sleepschoenen in gebruik zijn zodat er minstens één de stroom afneemt. De stroomrails kunnen aan beide kanten van de spoorweg geïnstalleerd worden. In stations komen de stroomrails alleen aan de andere kant van de perronzijde, zodat iemand die van het perron valt, niet in contact komt met de stroomrail.
Omdat gebruik in de werkplaats van een derde rail te gevaarlijk is hebben in onder meer Amsterdam de metrorijtuigen een kleine pantograaf waarbij in de werkplaats om veiligheidsredenen een stuk bovenleiding aanwezig is in plaats van een derde rail.
De Londense metro kent twee stroomrails: een stroomrail, aan de zijkant van het spoor, die onder spanning staat en een stroomrail tussen de rijrails om de retourstroom op te vangen. In de andere systemen, ook met bovenleiding, wordt de retourstroom afgevoerd via de rijrails.

### Modeltreinen
Bij de modeltreinen van Märklin en Trix Express bevindt zich tussen de rails een derde rail. Bij Märklin is de derde rail slecht zichtbaar doordat hij (ongeveer sedert 1960) bestaat uit kleine puntjes. Een langwerpige sleepschoen onder de locomotief neemt de stroom af.

## Stroomafnemer van elektrische bussen

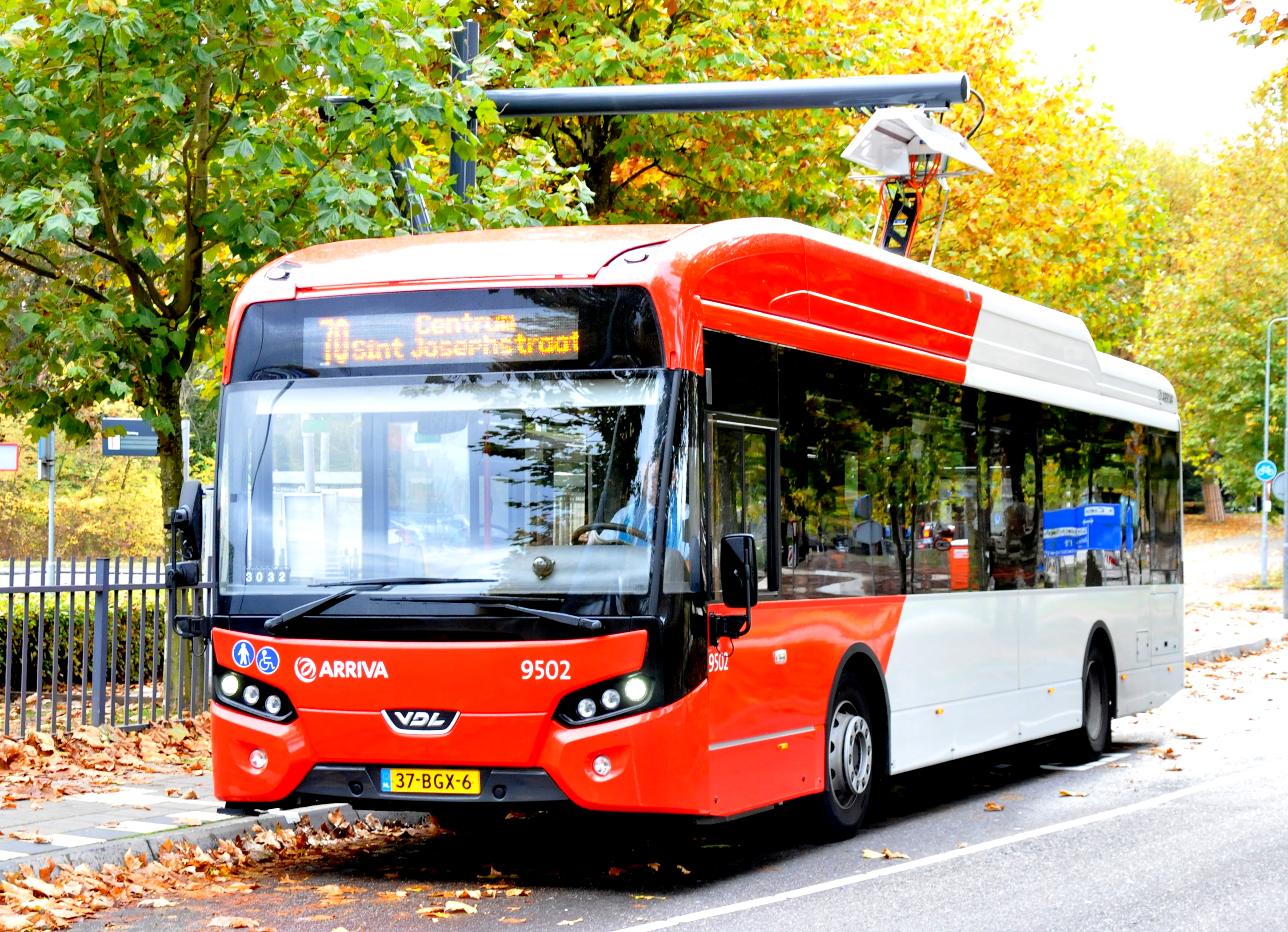
Stroomafnemer van het type Schunk SLS 101 op VDL Citea bij Arriva in 's-Hertogenbosch

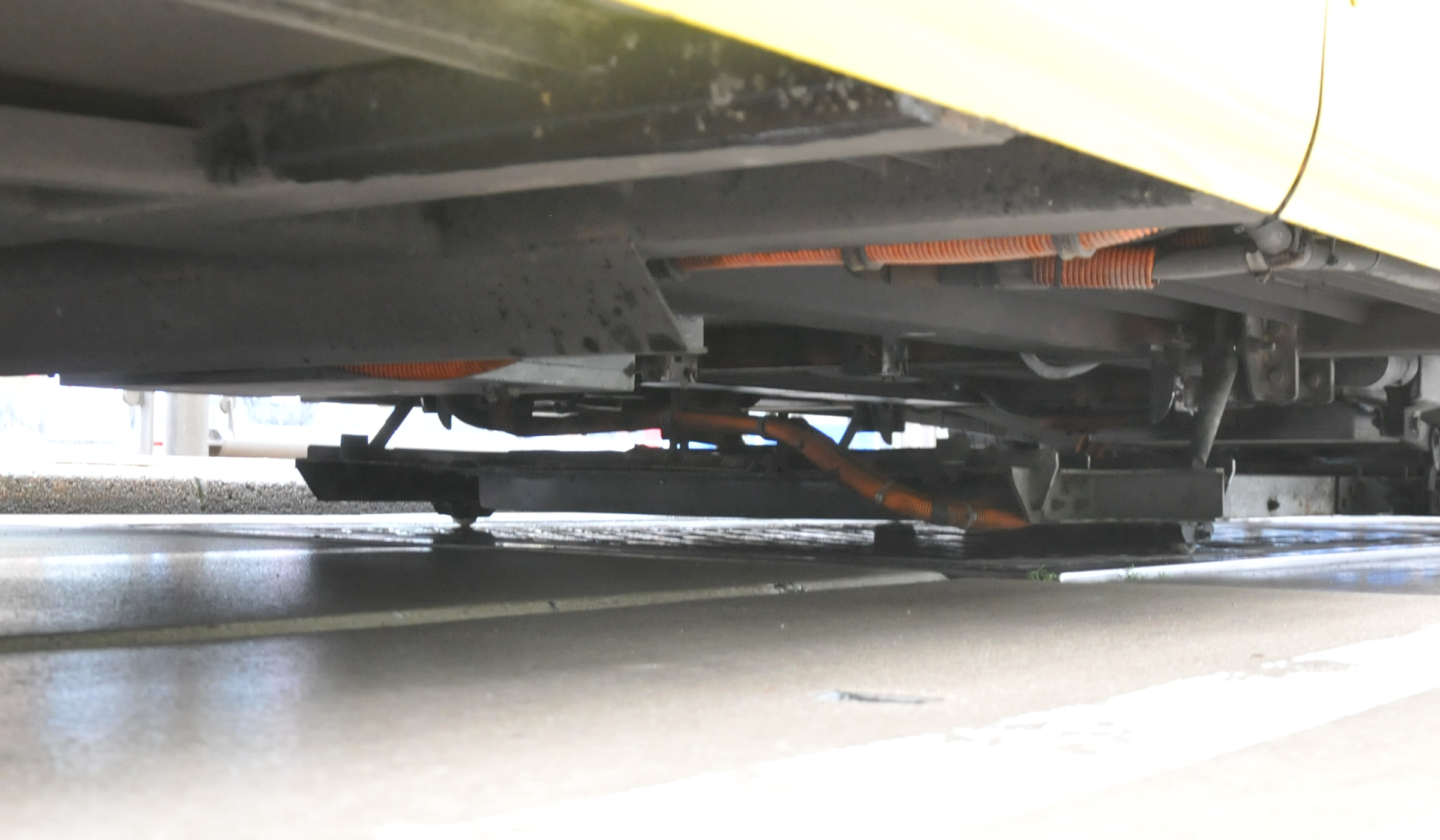
Stroomafnemer van het type Conductix-Wampfler op de Optare Solo bij U-OV

Bij elektrische bussen is het periodiek laden van de batterijen de meest levensvatbare variant van het opladen van een elektrische bus. Het voertuig opladen bij de verschillende stop- en eindpunten zorgt ervoor dat de batterijen niet te groot hoeven te zijn en doet over het algemeen een kleiner beroep op het elektriciteitsnet dan wanneer gekozen wordt voor de laadpaaltechniek. Hiervoor zijn verschillende soorten stroomafnemers (pantograaf) ontwikkeld zoals de Schunk SLS 101, deze lijkt op een kleine beugel staan meestal boven de vooras of achteras gemonteerd.

## Gebruik van de stroomafnemers bij de NMBS in 2008
- Op de motorstellen wordt normaal één stroomafnemer gebruikt.
- Op de locomotieven bij enkelvoudige tractie gebruikt men één stroomafnemer, bij voorkeur de achterste.
- In dubbele tractie (twee locomotieven die beide in werking zijn) gebruikt men slechts één stroomafnemer per locomotief, bij voorkeur de twee uiterste, dit wil zeggen de voorste van de eerste locomotief en de achterste van de tweede loc.

Men gebruikt op iedere locomotief de twee stroomafnemers
- bij het vertrek met een goederentrein, tot 25 km/h maximum;
- als de buffers worden samengedrukt voor het koppelen en ontkoppelen van de locomotieven.
- bij plotselinge spanningsschommelingen en bij ijs op de rijdraad.[2]
- op spoorlijn 36 vanaf station Luik-Guillemins bij het oprijden van de helling, de hele weg tot aan het inrijden naar station Ans.

Wanneer het eerste voertuig na de sleeplocomotief een wagen is beladen met auto’s, een stuurstandrijtuig of een als voertuig getrokken locomotief, gebruikt men:
- bij één locomotief: de voorste stroomafnemer.
- in dubbele tractie: de voorste stroomafnemers van beide locs.

Wanneer een locomotief een trekduwstel duwt, gebruikt men de voorste stroomafnemer.
Vanaf 16 november 2008 is een nieuwe reglementering over het gebruik van de stroomafnemers van toepassing. Op de locs enkel geschikt voor 3 kV en voorzien van twee stroomafnemers (reeksen 20, 21, 22, 23, 25, 26 en 27) mag slechts de voorste stroomafnemer gebruikt worden. 
Bij verkeer in treinschakeling moet de bestuurder op de eerste locomotief de voorste stroomafnemer gebruiken. Op de tweede locomotief gaat automatisch de juiste stroomafnemer omhoog, afhankelijk van de oriëntatie van de machine.

## Botsauto's

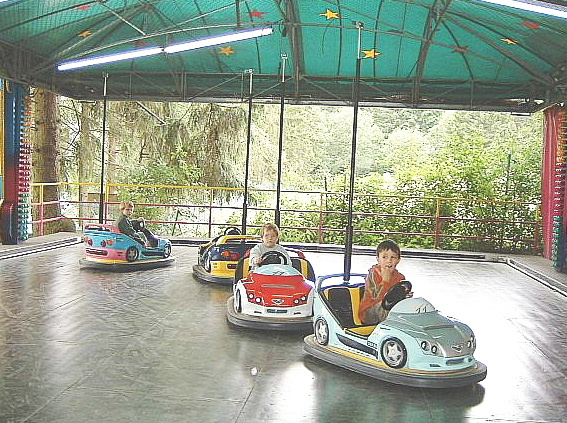
Stroomafnemer van botsauto's

Botsauto's op de kermis bezitten meestal een verticale stang met een lusvormig sleepcontact dat stroom afneemt van een boven de rijvloer gespannen metalen net (een soort kippengaas) dat onder spanning wordt gezet waardoor de wagentjes het gehele lokaal kunnen berijden. Hier gaat de stroom terug via een metalen vloer.